# Groupon
Groupon (una contracción derivada de las palabras en inglés «group» y «coupon») es un sitio web de ofertas del día que presenta cupones de descuentos utilizables en compañías locales y nacionales. Groupon fue lanzado en noviembre de 2008 en Chicago, Estados Unidos, como primer mercado. Luego, siguieron las ciudades de Boston, Nueva York y Toronto. Para octubre de 2010, Groupon servía a más de 150 mercados en América del Norte y 100 mercados en Europa, Asia y América Latina que, en conjunto, han congregado a 35 millones de usuarios registrados.
La idea de Groupon fue creada por el  nativo de Pittsburgh Andrew Mason. Posteriormente, la idea obtuvo la atención de su anterior empleador, Eric Lefkofsky, quien aportó $1 millón en capital semilla para desarrollar el concepto. En abril de 2010, la compañía fue evaluada en $1350 millones. Según un estudio realizado por la asociación de mercadeo de Groupon publicado en la revista Forbes, Groupon está «proyectando que la compañía esta camino a llegar al mil millones de dólares en ventas más rápido que cualquier otra empresa antes».
Groupon posee numerosas operaciones internacionales, todas las cuales fueron originalmente servicios similares de oferta del día; sin embargo, la mayoría de ellas han sido posteriormente rebautizadas con el nombre Groupon después de su adquisición; estas han incluido MyCityDeal con base en Europa (adquirida el 17 de mayo de 2010), ClanDescuento sudamericano (22 de junio de 2010), Beeconomic.com de Singapur, Qpod.jp de Japón y Darberry.ru de Rusia (ambos el 17 de agosto de 2010). Recientemente, Groupon ha comprado el sitio web de oferta del día indio Sosasta.com que fue renombrada en verano del 2011 como Crazeal dado que el dominio groupon.in estaba ocupado. Las adquisiciones de uBuyiBuy permitieron el lanzamiento de servicios bajo el nombre Groupon en Hong Kong, Singapur, Filipinas y Taiwán. Groupon también compró GroupsMore.com en Malasia para expandir sus negocios a ese país. Antes de estas adquisiciones, Groupon había comprado la compañía de tecnología móvil Mob.ly. Groupon está preparando una oferta pública de venta de $25 mil millones en 2011. The Point, Inc., la predecesora de Groupon compró la marca registrada "GROUP-ONS" de su creador en febrero de 2008 bajo los términos que permitían que el creador y primer registrador de la marca continuaran usándola.